# Beitunia
Beitunia, també Bitunya o Beituniya (àrab: بيتونيا, Baytuniyā), és una ciutat palestina de la governació de Ramal·lah i al-Bireh, a Cisjordània, situada 3 kilòmetres a l'oest de Ramal·lah i 14 kilòmetres al nord de Jerusalem. Segons l'Oficina Central Palestina d'Estadístiques tenia 25.228 habitants el 2016, la tercer ciutat més gran de la demarcació després de Ramal·lah i Al-Bireh.

## Història
En la localitat s'han trobat fragments de ceràmica dels períodes romà d'Orient, mameluc i otomà inicial.
En 1883 el Survey of Western Palestine del Fons per a l'Exploració de Palestina va suggerir que Beitunia era el llogaret croat d'Uniet, un dels 21 pobles i llogarets atorgats pel rei Jofré de Bouillon com a feu a la basílica del Sant Sepulcre. En canvi, en 1887, Röhricht va identificar Beitunia com Beitiumen, un altre feu lliurat pel Rei al Sant Sepulcre. Conder va qualificar això últim d'«evidentment correcte» i, per tant, de «molt dubtós» que Beitunia fos Uniet. bel va suggerir en 1931 que Beitunia era Beit Uniet, citat en un text de començaments del segle xii.
També s'ha datat un gran edifici envoltat de la ciutat, anomenat Badd al Balad («trull del poble»), en l'era dels croats.

### Època otomana
En 1517, els otomans van incorporar el poble al seu imperi juntament amb la resta de Palestina, i en el registres fiscals de 1596, Beitunia apareixia en la nàhiya o subdistricte d'al-Quds, al liwà o districte homònim. Tenia una població de 75 famílies i 5 homes solters, tots musulmans, i pagava imposats sobre blat, ordi, olives, vinyers, arbres fruiters, alguns ingressos ocasionals, cabres i/o ruscs.
L'investigador estatunidenc Edward Robinson va esmentar el poble en 1838, i en 1870 l'explorador francès Victor Guérin va deixar constància que Beitunia tenia sis-cents habitants. Moltes inscripcions que daten de 1873 d'ara endavant han estat descrites des de la casa del mukhtar del poble. Un llistat oficial de pobles otomà del mateix any mostrava que Beitunia tenia un total de 147 cases i una població de 481 habitants, encara que aquest recompte de població solament incloïa als homes.
En 1883 el Survey of Western Palestine del Fons per a l'Exploració de Palestina va descriure Beitunia com «un llogaret de bona grandària construïda en pedra, envoltada d'oliveres, assentada a la part alta d'una rocosa serralada aplanada, amb una plana cap a l'est. També cap a l'est hi ha cisternes, premses de vi i un estany (el Baliia) que conté aigua a l'hivern. Cap al nord i l'est hi ha tombes excavades en la roca amb entrades ben definides, però obstruïdes.»

### Època del Mandat Britànic de Palestina

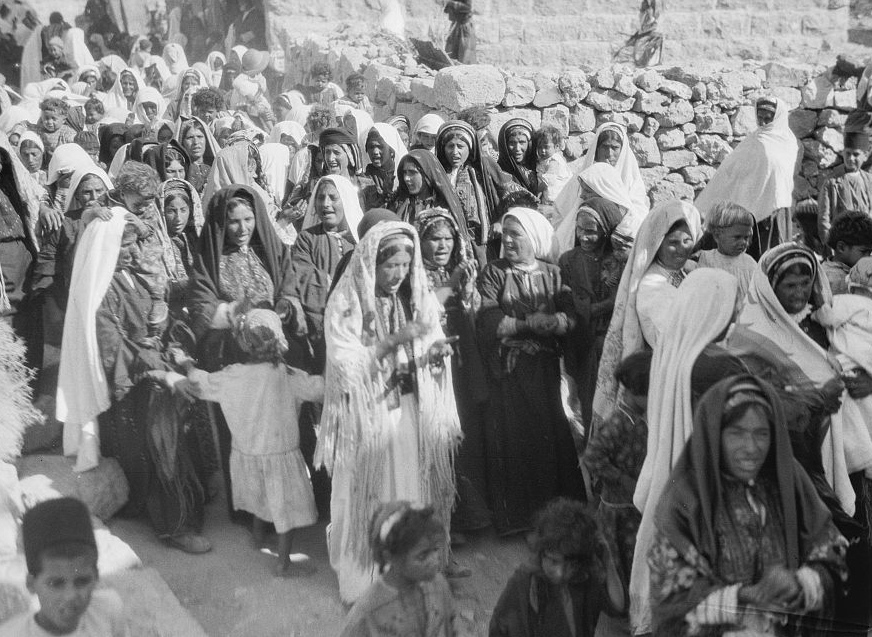
Processó de noces, entre 1934 i 1939

En el cens de Palestina de 1922, dut a terme per les autoritats del Mandat Britànic, Beitunia tenia 948 habitants, tots ells musulmans. La seva població s'havia incrementat per al cens de Palestina de 1931 en 1.213 habitants, tots ells musulmans, que vivien en 277 cases.
En el cens de 1945 la població de Beitunia era de 1.490 habitants, tots ells musulmans, i el seu territori era de 23,336 dúnams (2,336 hectàrees) segons un estudi oficial sobre la terra i la seva població. D'ells, 7,854 dúnams estaven dedicats a plantacions i terra irrigable, 8,381 a cereals i 77 dúnams eren considerats sòl urbanitzat.

### Després de 1948
A la conclusió de la Guerra araboisraeliana de 1948, i després de l'Armistici de 1949, Beitunia i la resta de Cisjordània van quedar sota control de Jordània. Des de la Guerra dels Sis Dies de 1967, Beitunia roman sota ocupació israeliana.
Encara que la superfície del municipi de Beitunia és de 2, 617.4 hectàrees (26,174 dúnams), de les quals 336.2 hectàrees són àrea urbanitzada, el Mur de Cisjordània ha aïllat la zona urbana del 66% de les terres del municipi. La majoria de la zona seccionada (denominada informalment com a Zona de Separació) consisteix en boscos i espais oberts, tractant-se essencialment de terres de cultiu i pastura del bestiar.
A Beitunia es troba un dels passos fronterers que connecten Israel amb Palestina. Aquest pas ha estat freqüentment utilitzat per a l'alliberament de presos palestins, com va succeir en 2013, 2011 i 2005. També està a Beitunia la presó israeliana d'Ofer, l'única d'aquest tipus en territori palestí.
Cinc policies palestins van morir crivellats per soldats israelians el 15 de març de 2001 a Beitunia. Un conductor d'ambulància va trobar els cossos en una fossa als afores de la ciutat. Una portaveu de l'exèrcit israelià va explicar que un grup de soldats va disparar sobre unes "figures sospitoses que es trobaven on no havien d'estar" i que "probablement es tractava d'ells". Segons Al-Jazeera i la Mitja Lluna Roja, els policies van ser "executats" "a sang freda" i amb "trets a frec de roba" en una habitació en la qual havien quedat tancats pels soldats. Poc després, tropes israelianes van envair Beitunia i un barri d'Hebron.
Fadel Abu Zahira (9 anys) va ser assassinat d'un tret el 18 d'abril de 2002 a la seva casa pròpia de Beitunia. La bala procedia d'un vehicle blindat i va travessar la finestra.
Hussein Mahmoud 'Awad 'Alian (17 anys) va morir per trets israelians el 16 d'abril de 2004 durant una manifestació contra el mur de separació.
Tres palestins van ser abatuts per forces israelianes el 21 de novembre de 2004 a Beitunia. Fonts israelianes van assegurar que els soldats van obrir foc en resposta als trets realitzats pels palestins des del seu cotxe mentre intentaven evitar ser capturats. Entre els morts es trobava un comandant de les Brigades dels Màrtirs d'Al-Aqsa
Dos joves, Nadim Nawarah i Mohammad Odeh, van ser assassinats a tirs el 15 de maig de 2014 en el que es va conèixer com els assassinats de Beitunia. Un altre menor, de 15 anys, va resultar ferit greu. Els trets van ser realitzats mentre els joves celebraven la Nakba als afores de la presó israeliana de Ofer, en Beitunia. Un policia israelià va ser detingut i acusat de la mort de Nawarah.